# IC 2781
IC 2781 је спирална галаксија у сазвјежђу Лав која се налази на листи објеката дубоког неба у Индекс каталогу.
Деклинација објекта је + 12° 20' 43" а ректасцензија 11h 22m 50,6s. Привидна величина (магнитуда) објекта IC 2781 износи 16,7 а фотографска магнитуда 17,5. IC 2781 је још познат и под ознакама NPM1G +12.0272, PGC 1407849.